# Arboriticus maculatus
Espèce
Arboriticus maculatus est une espèce d'araignées mygalomorphes de la famille des Theraphosidae.

## Distribution
Cette espèce est endémique de Bahia au Brésil,. Elle se rencontre vers Porto Seguro et Ilhéus.

## Description
La carapace du mâle holotype mesure 15,12 mm de long sur 14,24 mm et l'abdomen 17,93 mm de long sur 14,17 mm et la carapace de la femelle paratype 16,86 mm de long sur 14,54 mm et l'abdomen 18,01 mm de long sur 13,71 mm.

## Systématique et taxinomie
Cette espèce a été décrite par Borges, Abegg et Bertani en 2025.

## Publication originale
- Borges, Abegg, Paladini & Bertani, 2025 : « A new genus and five new species of arboreal tarantulas (Araneae: Theraphosidae) from Brazil. » Zootaxa, no 5679(4), p. 521-551.